# Nhà có 5 nàng dâu
Nhà có 5 nàng dâu, cũng được biết tới với tên gốc Gotōbun no Hanayome (Nhật: 五等分の花嫁 n.đ. "Cô dâu chia đều năm") là một bộ manga hài lãng mạn được viết và minh họa bởi Haruba Negi. Bộ truyện được phát hành trên tạp chí Shōnen Magazine của nhà xuất bản Kodansha từ tháng 8 năm 2017 đến tháng 2 năm 2020. Bộ truyện kể về cuộc sống thường ngày của Uesugi Fūtarō, người được thuê làm gia sư riêng cho năm chị em Ichika, Nino, Miku, Yotsuba và Itsuki. 
Tại Việt Nam, bộ truyện được nhà xuất bản Kim Đồng mua bản quyền phát hành. Phiên bản anime tryền hình chuyển thể mùa 1 do xưởng phim Tezuka Productions sản xuất, phát sóng từ ngày 10 tháng 1 đến ngày 28 tháng 3 năm 2019. Mùa thứ hai của anime có tên Gotōbun no Hanayome ∬ được sản xuất bởi Bibury Animation Studios, phát sóng từ ngày 8 tháng 1 đến ngày 26 tháng 3 năm 2021. Ngoài ra một bộ phim điện ảnh anime chiếu rạp được ra mắt vào ngày 20 tháng 5 năm 2022. Hai tập phim đặc biệt được phát sóng vào tháng 9 năm 2023 và một phần anime mới dự kiến lên sóng vào tháng 9 năm 2024.

## Cốt truyện
Uesugi Futaro là một học sinh cấp 3 có thành tích xuất sắc tại trường nhưng lại có một cuộc sống khó khăn: không mẹ, không bạn bè, một người bố phải vật lộn với những khoản nợ lớn trong nhà và người em gái lúc nào cũng đói.
Một cơ hội của cậu để có thể trả món nợ là làm gia sư, cậu được nhà Nakano giàu có thuê đến nhà dạy học cho con gái của họ. Nhưng cậu nhận ra người cậu phải kèm không phải một mà là chị em sinh 5 cùng trứng, có vẻ ngoài giống hệt nhau nhưng tính cách khác một trời một vực, ai cũng không hứng thú với việc học tập và điểm số. Ban đầu cả năm chỉ coi cậu là một người lạ mặt trong nhà, nhưng sự kiên trì và cần mẫn của Futaro dần thuyết phục những cô gái lao vào việc học, khiến họ có điểm số ngày một tăng và kéo khỏi việc bị trượt.
Trong tương lai, Futaro sẽ kết hôn với một trong 5 chị em. Và đó là ...

## Truyền thông

### Manga
Gotōbun no Hanayome là một bộ truyện tranh được sáng tác bởi Haruba Negi. Bộ truyện lần đầu đăng trên trên tạp chí Tuần san Shōnen Magazine của Kodansha vào ngày 9 tháng 8 năm 2017 và được biên soạn thành mười bốn tập tankōbon. Bộ truyện sau đó được xuất bản bằng tiếng Anh bởi Kodansha USA dưới ấn hiệu Kodansha Comics.

#### Danh sách tập truyện
| #                                                                                            | Phát hành tiếng Nhật | Phát hành tiếng Nhật | Phát hành tiếng Việt | Phát hành tiếng Việt |
| #                                                                                            | Ngày phát hành       | ISBN                 | Ngày phát hành       | ISBN                 |
| -------------------------------------------------------------------------------------------- | -------------------- | -------------------- | -------------------- | -------------------- |
| 01                                                                                           | 17 tháng 10 năm 2017 | 978-4-06-510249-7    | 22 tháng 10 năm 2021 | 978-604-2-22922-7    |
| 02                                                                                           | 15 tháng 12 năm 2017 | 978-4-06-510814-7    | 5 tháng 11 năm 2021  | 978-604-2-22923-4    |
| 03                                                                                           | 16 tháng 3 năm 2018  | 978-4-06-511075-1    | 19 tháng 11 năm 2021 | 978-604-2-22924-1    |
| 04                                                                                           | 17 tháng 5 năm 2018  | 978-4-06-511416-2    | 3 tháng 12 năm 2021  | 978-604-2-22925-8    |
| 05                                                                                           | 17 tháng 7 năm 2018  | 978-4-06-511988-4    | 17 tháng 12 năm 2021 | 978-604-2-22926-5    |
| 06                                                                                           | 14 tháng 9 năm 2018  | 978-4-06-512607-3    | 31 tháng 12 năm 2021 | 978-604-2-22927-2    |
| 07                                                                                           | 17 tháng 12 năm 2018 | 978-4-06-513250-0    | 14 tháng 1 năm 2022  | 978-604-2-22928-9    |
| 08                                                                                           | 15 tháng 2 năm 2019  | 978-4-06-514125-0    | 11 tháng 2 năm 2022  | 978-604-2-22929-6    |
| 09                                                                                           | 17 tháng 4 năm 2019  | 978-4-06-514879-2    | 25 tháng 2 năm 2022  | 978-604-2-22930-2    |
| 10                                                                                           | 17 tháng 6 năm 2019  | 978-4-06-514879-2    | 11 tháng 3 năm 2022  | 978-604-2-22931-9    |
| 11                                                                                           | 17 tháng 9 năm 2019  | 978-4-06-516335-1    | 25 tháng 3 năm 2022  | 978-604-2-22932-6    |
| 12                                                                                           | 15 tháng 11 năm 2019 | 978-4-06-517312-1    | 22 tháng 4 năm 2022  | 978-604-2-22933-3    |
| 13                                                                                           | 17 tháng 1 năm 2020  | 978-1-64-659595-2    | 20 tháng 5 năm 2022  | 978-604-2-22934-0    |
| 14                                                                                           | 17 tháng 4 năm 2020  | 978-4-06-518687-9    | 23 tháng 12 năm 2022 | 978-604-2-22935-7    |
| Mã ISBN tiếng Việt được lấy từ Cục Xuất bản, In và Phát hành - Bộ thông tin và truyền thông. |                      |                      |                      |                      |

### Anime
Một bộ anime truyền hình chuyển thể từ manga đã được công bố trong số thứ 36 và 37 của Tuần san Shōnen Mangazine vào ngày 8 tháng 8 năm 2018. Bộ anime được đạo diễn bởi Kuwabara Satoshi với phần kịch bản của Ōchi Keiichirō, Tezuka Productions sản xuất hoạt họa, Nakamura Michinosuke và Uta Miyabi thiết kế nhân vật. Tabuchi Natsumi, Nakamura Hanae và Sakurai Miki hợp tác sáng tác âm nhạc. Series được công chiếu vào ngày 10 tháng 1 năm 2019 trên các kênh TBS, Sun TV và BS-TBS cũng như nhiều kênh khác. Bộ anime có 12 tập, mỗi tập 24 phút. Crunchyroll phát sóng trực tuyến bộ anime với Funimation cung cấp bản lồng tiếng Anh tại khu vực Bắc Mĩ. Hanazawa Kana, Taketatsu Ayana, Itō Miku, Sakura Ayane và Minase Inori (lồng tiếng cho 5 chị em) đồng biểu diễn bài hát mở đầu "Gotōbun no Kimochi" (五等分の気持ち Cảm xúc của bộ sinh năm) với tư cách là "nhóm nhạc Nakano", trong khi Uchida Aya thể hiện ca khúc "Sign" ở cuối phim.
Mùa thứ hai của anime có tên Gotōbun no Hanayome∬ được sản xuất bởi Bibury Animation Studios, phát sóng từ ngày 8 tháng 1 đến 26 tháng 3 năm 2021.
Một phim điện ảnh được khởi chiếu tại các rạp Nhật Bản vào ngày 20 tháng 5 năm 2022.
Hai tập phim đặc biệt thực hiện bởi xưởng phim Shaft phát sóng tại Nhật Bản từ 2 tháng 9 đến 9 tháng 9 năm 2023.
Tháng 4 năm 2024, bộ truyện được công bố sẽ có một dự án anime mới với tên Gotōbun no Hanayome* được thực hiện dưới sự giám sát của tác giả Haruba Negi. Trước ngày phát sóng trên truyền hình, anime được công chiếu tại các rạp phim khoảng ba tuần kể từ ngày 20 tháng 9 năm 2024. Nội dung kể về chuyến tuần trăng mật giữa Futarou và năm chị em. Bài hát mở đầu là "Gotobun no Egao" (五等分の笑顔) và bài hát đoạn kết là "Memories" (五等分の笑顔) đều được trình bày bởi diễn viên lồng tiếng của năm chị em.

## Đón nhận

### Doanh số
Bộ manga đạt được 2 triệu bản in vào tháng 1 năm 2019 và 3 triệu bản in vào tháng 2 năm 2019. Tình đến tháng 4 năm 2021, bộ manga có tổng cộng 15 triệu bản in được bán ra.

### Giải thưởng và đề cử
Bộ truyện được đề cử cho Tsugi ni kuru Manga Taishō của năm 2018, được tổ chức bởi Niconico. Sau khi nhận được 16.106 lượt bình chọn, bộ truyện xếp hạng 8. Năm 2019, truyện đoạt Giải Manga Kodansha hạng mục Shōnen.
| Năm  | Giải thưởng                | Hạng mục     | Truyện              | Kết quả   |
| ---- | -------------------------- | ------------ | ------------------- | --------- |
| 2018 | Tsugi ni kuru Manga Taishō | Manga        | Gotōbun no Hanayome | Hạng 8    |
| 2019 | Giải Manga Kodansha        | Shōnen manga | Gotōbun no Hanayome | Đoạt giải |